# 众王荣耀
众王荣耀是14世纪埃塞俄比亚民族史诗，以吉茲語写成，记载了所罗门王朝的世系，传说示巴女王与所罗门王生下了孟尼利克一世，即埃塞俄比亚所罗门王朝的建立者。该书还记载了部分犹太人随孟尼利克一世来到埃塞俄比亚，该族群后成为贝塔以色列。孟尼利克一世成年后回到耶路撒冷并将约柜带回埃塞俄比亚。